# Wildsee (Kaltenbronn)
Der Wildsee zwischen Bad Wildbad und Gernsbach ist ein Moorkolk im Nordschwarzwald in Baden-Württemberg. Er gilt als der größte Hochmoorkolk in Deutschland. Das umliegende Plateauhochmoor, das Wildseemoor, ist das größte Hochmoor des Schwarzwalds und gehört zum Natur- und Waldschutzgebiet Kaltenbronn.

## Lage

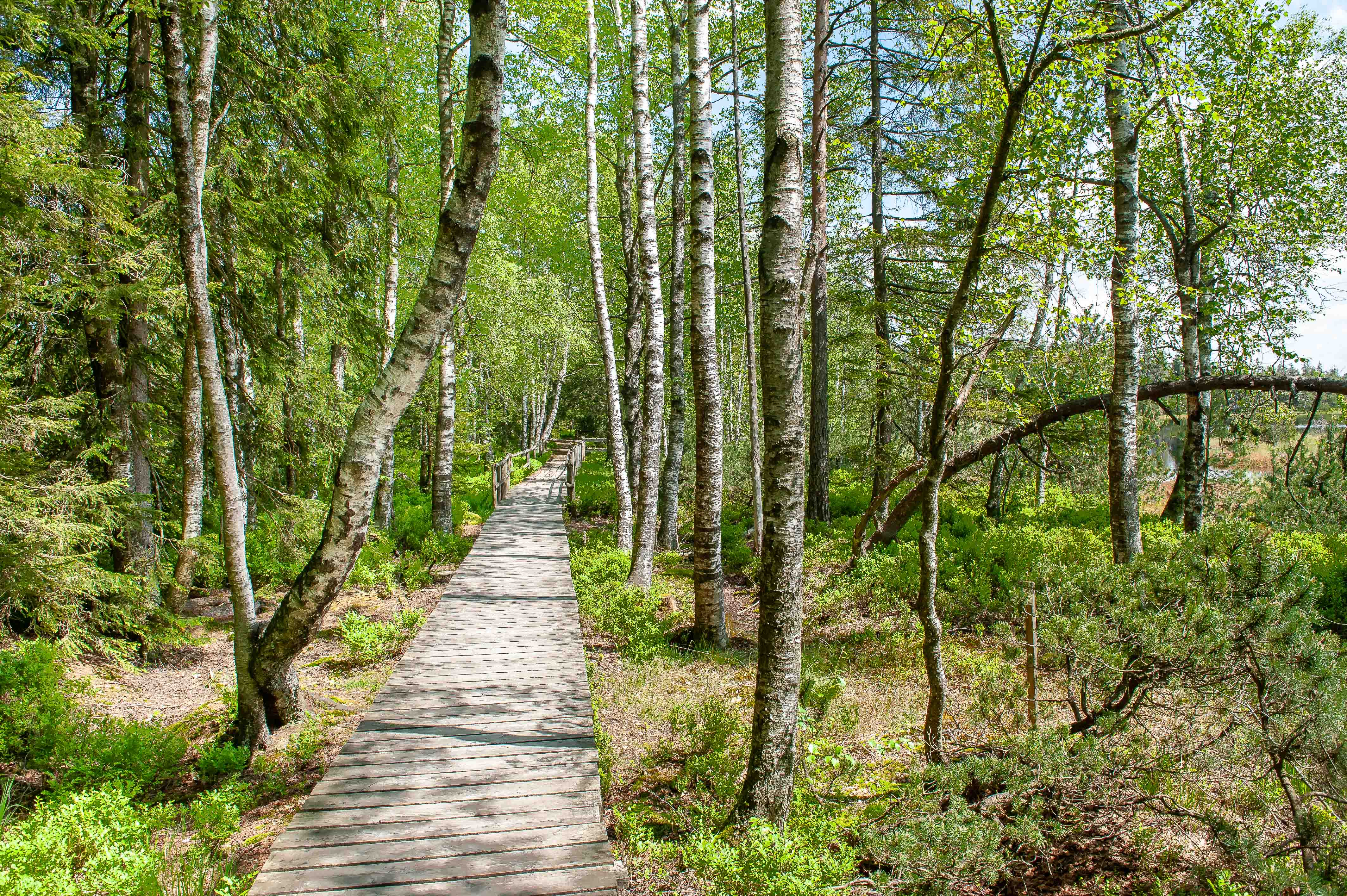
Bohlenweg am Wildsee

Der Wildsee befindet sich in einer Höhenlage von 909 m ü. NN auf einer Hochebene zwischen Bad Wildbad, Gernsbach und Forbach. Die Fläche des Sees wird seit den Arbeiten Karl Müllers aus der ersten Hälfte des 20. Jahrhunderts mit 2,3 Hektar angegeben. Dieses Maß umfasst auch die mit Schwingrasen bedeckten Wasserflächen. Aktuellere Daten der Landesanstalt für Umwelt, Messungen und Naturschutz Baden-Württemberg zur offenen Wasserfläche lauten ca. 1,15 ha. Unmittelbar benachbart ist der kleinere Hornsee (0,43 ha). Die nächstgelegene Siedlung mit Straßenanschluss ist Kaltenbronn etwa zwei Kilometer südwestlich. Die Grenze zwischen den Gemeinden Gernsbach (Landkreis Rastatt, ehemals badisch) und Bad Wildbad (Landkreis Calw, ehemals württembergisch) verläuft durch den Wildsee und das zugehörige Naturschutzgebiet. Der Hornsee liegt auf Gernsbacher Gemarkung.

## Entstehung
Am Ende der letzten Eiszeit (vor rund 10.000 Jahren) sorgten wasserundurchlässige saure Klebsande des oberen Konglomerathorizonts des Mittleren Buntsandsteins bei hohen Niederschlägen für Versumpfungen. Das nahe Kaltenbronn hat einen durchschnittlichen Jahresniederschlag von 1600 Millimetern. Durch unvollständige Zersetzung entstand im Wildseemoor eine bis zu acht Meter tiefe Torfschicht. Je höher die Torfschicht, desto geringer wird das Nährstoffangebot für die auf dieser Schicht wachsenden Pflanzen. Das Ergebnis ist eine artenarme Vegetation spezieller Gewächse (Torfmoose, Wollgräser).

## Naturschutz
Die Moorlandschaft mit Wildsee und Hornsee steht als naturnahes Hochmoor mit Moorwäldern unter Naturschutz (Naturschutzgebiet Wildseemoor; 183,2 ha), um die unbeeinflusste Entwicklung der Hochmoor-, Moorrandkiefern- und Moorrandfichtenwald-Ökosysteme mit ihren besonderen Tier- und Pflanzenarten zu sichern. Darüber hinaus ist die Region um den See als Bannwald ausgewiesen (Bannwald Wildseemoor, 291 ha). Mit dem Naturschutzgebiet Hohlohsee und umgebenden Waldschutzgebieten ist das Wildseemoor seit dem Jahr 2000 zum Natur- und Waldschutzgebiet Kaltenbronn (1750 ha) zusammengefasst.
Am 25. Oktober 1927, einen Tag, nachdem unter seiner Zuständigkeit die Landes-Naturschutzstelle eingerichtet wurde, erklärte der badische Minister für Kultus und Unterricht etwa 70 ha im badischen Anteil des Wildseemoors zum Naturschutzgebiet. 1928 wies die Württembergische Forstdirektion auf ihrer Seite der Grenze etwa 108 ha als Bannwald aus. 1939 entstand nach dem Reichsnaturschutzgesetz das Naturschutzgebiet „Wildseemoor bei Wildbad‑Kaltenbronn“, nun die Landesgrenze übergreifend. Das Ministerium für Ernährung, Landwirtschaft, Weinbau und Forsten Baden-Württemberg erklärte per Erlass vom 27. Mai 1970 das gesamte Wildseemoor zum Bannwald.

## Tourismus
Die Moorlandschaft wird von einem durch den Schwarzwaldverein angelegten Bohlenweg durchzogen, der den See direkt passiert. Die Beschilderung des Wanderwegs (Mittelweg Pforzheim–Waldshut) führt heute um das Naturschutzgebiet herum.

## Vegetation
Am Rand der Hochmoorkolke bildete sich ein Schwingrasen aus, in dem kleinflächig Bulte (Kuppen) und Schlenken (Vertiefungen) abwechseln. In den nassen Schlenken wachsen vor allem grüne Torfmoose (Sphagnum) mit der Blasenbinse (Scheuchzeria palustris) und der Schlamm-Segge (Carex limosa). Die Bulten werden von roten und braunen Torfmoosarten aufgebaut, zwischen denen das Scheiden-Wollgras (Eriophorum vaginatum), die Gewöhnliche Moosbeere (Vaccinium ocycoccos), die Rosmarinheide (Andromeda polifolia) und der Rundblättrige Sonnentau (Drosera rotundifolia) wachsen. An Stellen, wo der Schwingrasen durch Nährstoffeinträge belastet ist, werden die Bult-Schlenken-Gesellschaften durch das Schnabel-Seggen-Moor (mit Carex rostrata) und den Braunseggen-Sumpf (mit Carex nigra) verdrängt. Am äußeren Rand der Schwingrasen schließen sich niedrigwüchsige Bergkiefern-Moorwälder (mit Pinus mugo) an, die schließlich in einen hochwüchsigen Wald aus Fichten, Waldkiefern und Tannen übergehen. Auf trockeneren Bulten im Bergkiefern-Moorwald findet sich reichlich die Heidelbeere (Vaccinium myrtillus), auch die Preiselbeere (Vaccinium vitis-idaea) und das Heidekraut (Calluna vulgaris). Entlang des Bohlenweges, der durch das Moor führt, stehen auch einzelne Moor-Birken (Betula pubescens).

## Flora und Fauna
Die seltenste Pflanze des Gebiets war der Sumpfporst (Rhododendron tomentosum, Syn.: Ledum palustre). Er wurde um 1800 entdeckt, später wieder angezweifelt, dann wiederentdeckt und durch Herbarbelege bestätigt. Bald nach 1900 ist er anscheinend verschwunden. Dann wurde der Wuchsort 1907 wieder neu mit Exemplaren bepflanzt, war aber schon 1917 wieder erloschen. Eine erneute Anpflanzung um 1960 konnte bis 1986 noch beobachtet werden. Solche Anpflanzungen in einem Naturschutzgebiet sind heute verboten.
Wegen des saueren Wassers der größeren Moorseen gibt es hier weder Amphibien noch Fische. Grasfrösche und Erdkröten suchen die kleineren Tümpel und Gräben abseits der Seen auf. Eine auffällige Tierart des Gebiets ist die Höllenotter, eine schwarz gefärbte Variante der Kreuzotter (Vipera berus). An seltenen Insekten wurden beobachtet: die Schwarze Moorameise, die Hochmoor-Mosaikjungfer (Aeshna subarctica), die Torf-Mosaikjungfer (Aeshna juncea), die Kleine Moosjungfer (Leucorrhinia dubia) und die Sumpfschrecke (Stethophyma grossum).